# Blepharidachne kingii
Blepharidachne kingii är en gräsart som först beskrevs av Sereno Watson, och fick sitt nu gällande namn av Eduard Hackel. Blepharidachne kingii ingår i släktet Blepharidachne och familjen gräs. Inga underarter finns listade i Catalogue of Life.